# Herb Amsterdamu

Herb Amsterdamu

Herb alternatywny

Herb Amsterdamu jest oficjalnym symbolem miasta Amsterdam.
Przedstawia w tarczy czerwonej na słupie czarnym trzy krzyże św. Andrzeja srebrne w słup. Nad tarczą umieszczona jest korona cesarska typu austriackiego cesarza Rudolfa II Habsburga. Całość podtrzymywana jest przez dwa wspięte złote lwy. Pod tarczą widnieje wstęga z dewizą: "Heldhaftig, Vastberaden, Barmhartig" (pol. Dzielni, Zdecydowani, Miłosierni).
Herb nadany został w 1816 roku. Modyfikowany był w latach 1889 i 1947.